# Championnat du Salvador de football 1960-1961
Navigation
Saison précédente Saison suivante
La Primera División 1960-1961 est la onzième édition de la première division salvadorienne.
Lors de ce tournoi, le CD Águila a conservé son titre de champion du Salvador face aux neuf meilleurs clubs salvadoriens.
Chacun des dix clubs participant était confronté deux fois aux neuf autres équipes.
Seulement une place était qualificative pour la première édition de la Coupe des champions de la CONCACAF.

## Les 10 clubs participants
| \| San Salvador : Alianza FC Leones CD Atlético Marte CD Águila CD Dragon San Salvador Atlante San Alejo CD Águila CD Dragon Club Deportivo FAS CD Santa Anita CD Juventud Olímpica San Salvador CD Luis Ángel Firpo San Salvador Club Deportivo FAS CD Santa Anita \| Localisation des clubs engagés dans le championnat. |
| San Salvador : Alianza FC Leones CD Atlético Marte CD Águila CD Dragon San Salvador Atlante San Alejo CD Águila CD Dragon Club Deportivo FAS CD Santa Anita CD Juventud Olímpica San Salvador CD Luis Ángel Firpo San Salvador Club Deportivo FAS CD Santa Anita                                                           |

| Club                   | Stade                        | Capacité          | Ville        |
| CD Águila              | Stade Juan Francisco Barraza | 10 000            | San Miguel   |
| Alianza FC             | Stade Cuscatlán              | 45 925            | San Salvador |
| Atlante San Alejo (en) | Stade inconnu                | Capacité inconnue | San Alejo    |
| CD Dragon              | Stade Juan Francisco Barraza | 10 000            | San Miguel   |
| Club Deportivo FAS     | Stade Oscar Quiteño          | 15 000            | Santa Ana    |
| CD Juventud Olímpica   | Stade Ana Mercedez           | 8 000             | Sonsonate    |
| Leones (en)            | Stade inconnu                | Capacité inconnue | San Salvador |
| CD Luis Ángel Firpo    | Stade Sergio Torres          | 5 000             | Usulután     |
| CD Atlético Marte      | Stade Cuscatlán              | 45 925            | San Salvador |
| CD Santa Anita         | Stade inconnu                | Capacité inconnue | Santa Ana    |

## Compétition
Les dix équipes affrontent à deux reprises les neuf autres équipes selon un calendrier tiré aléatoirement.
Le classement est établi sur l'ancien barème de points (victoire à 2 points, match nul à 1, défaite à 0).
Le départage final se fait selon les critères suivants :
- Le nombre de points.
- Un match d'appui pour départager les équipes si le titre ou la relégation est en jeu.
- La différence de buts générale.

### Classement
| Rang | Équipe                  | Pts | J  | G  | N | P  | Bp | Bc | Diff |
| ---- | ----------------------- | --- | -- | -- | - | -- | -- | -- | ---- |
| 1    | CD Águila (T)           | 31  | 18 | 14 | 3 | 1  | 55 | 22 | +33  |
| 2    | Club Deportivo FAS      | 26  | 18 | 12 | 2 | 4  | 37 | 22 | +15  |
| 3    | Atlante San Alejo (en)  | 20  | 18 | 9  | 2 | 7  | 31 | 31 | 0    |
| 4    | CD Juventud Olímpica    | 19  | 18 | 7  | 5 | 6  | 28 | 27 | +1   |
| 5    | Alianza FC              | 19  | 18 | 7  | 5 | 6  | 30 | 32 | -2   |
| 6    | CD Dragon               | 15  | 18 | 4  | 7 | 7  | 30 | 31 | -1   |
| 7    | CD Santa Anita          | 15  | 18 | 5  | 5 | 8  | 22 | 25 | -3   |
| 8    | CD Atlético Marte       | 13  | 18 | 3  | 7 | 8  | 28 | 33 | -5   |
| 9    | CD Luis Ángel Firpo (P) | 12  | 18 | 5  | 2 | 11 | 16 | 33 | -17  |
| 10   | Leones (en)             | 10  | 18 | 3  | 4 | 11 | 21 | 42 | -21  |

| Légende : Qualifications et relégations | Légende : Qualifications et relégations                             |
| --------------------------------------- | ------------------------------------------------------------------- |
|                                         | Coupe des champions de la CONCACAF 1962 (1er Tour de qualification) |
|                                         | Relégué en Segunda División                                         |
|                                         | (T) : Tenant du titre (P) : Promu de la saison 1958-1959            |

## Bilan du tournoi
| Tableau d'Honneur          |           |
| Compétition                | Vainqueur |
| Primera División 1960-1961 | CD Águila |

| Qualifications continentales 1961-1962 |           |
| Coupe des champions de la CONCACAF     | Qualifiés |
| Premier tour de qualification          | CD Águila |

| Promotions et relégations   |             |
| Relégué en Segunda División | Leones (en) |
| Promu de Segunda División   | Quequeisque |